# Finsko na Letních olympijských hrách 1956
Finsko na Letních olympijských hrách 1956 v Melbourne reprezentovalo 64 sportovců, z toho 63 mužů a 1 žena. Nejmladším účastníkem byl Karri Käyhkö (18 let, 349 dní), nejstarší pak John Flinkenberg (60 let, 256 dní) . Reprezentanti vybojovali 15 medaile, z toho 3 zlaté, 1 stříbrnou a 11 bronzových.

## Medailisté
| Medaile | Jméno                                                                                            | Sport                | Disciplína             |
| ------- | ------------------------------------------------------------------------------------------------ | -------------------- | ---------------------- |
| Zlato   | Pentti Linnosvuo                                                                                 | Sportovní střelba    | Pistole                |
| Zlato   | Rauno Mäkinen                                                                                    | Zápas                | řecko-římský do 63 kg  |
| Zlato   | Kyösti Lehtonen                                                                                  | Zápas                | řecko-římský do 70 kg  |
| Stříbro | Olavi Mannonen                                                                                   | Moderní pětiboj      | Jednotlivci            |
| Bronz   | Voitto Hellstén                                                                                  | Atletika             | Muži běh na 400 m      |
| Bronz   | Veikko Karvonen                                                                                  | Atletika             | Muži maraton           |
| Bronz   | Jorma Valkama                                                                                    | Atletika             | Muži skok do dálky     |
| Bronz   | Pentti Hämäläinen                                                                                | Box                  | váha pérová - do 57 kg |
| Bronz   | Raimo Heinonen Onni Lappalainen Erkki Leimuvirta Berndt Lindfors Martti Mansikka Kalevi Suoniemi | Sportovní gymnastika | Družstvo               |
| Bronz   | Wäinö Korhonen                                                                                   | Moderní pětiboj      | Jednotlivci            |
| Bronz   | Berndt Katter Wäinö Korhonen Olavi Mannonen                                                      | Moderní pětiboj      | Družstvo               |
| Bronz   | Kauko Hänninen Veli Lehtelä Matti Niemi Toimi Pitkänen Reino Poutanen                            | Veslování            | Coxed Fours            |
| Bronz   | Vilho Ylönen                                                                                     | Sportovní střelba    | tři pozice             |
| Bronz   | Erkki Penttilä                                                                                   | Zápas                | volný styl do 63 kg    |
| Bronz   | Taisto Kangasniemi                                                                               | Zápas                | volný styl nad 97 kg   |